# Конституционный суд Италии
Конституционный суд Итальянской Республики (итал. Corte costituzionale della Repubblica Italiana) — орган конституционного контроля Италии, существующий с 1955 года.

## Общие сведения
Конституционный суд Итальянской Республики создан на основании статьи 137 Конституции, вступившей в силу в 1948 году. Однако, предусмотренный той же статьёй конституционный закон, разъясняющий порядок формирования и функционирования суда, был принят 11 марта 1953 года и вступил в силу 14 марта того же года (закон № 87 от 11 марта 1953 года). Конституционный суд Италии насчитывает 15 судей, треть которых назначается президентом Италии, другая треть избирается на совместном заседании обеих палат Парламента. Трое судей избираются Верховным кассационным судом, один — Государственным советом и один — Счётным судом. Срок полномочий судей — 9 лет, председатель избирается судьями Конституционного суда на 3 года. На основании статьи 134 Конституции в компетенцию Суда входит рассмотрение конституционности нормативных актов, принимаемых как на общенациональном уровне, так и на региональном, а также рассмотрение споров регионов с центральными властями и споров регионов между собой.
Первый состав Конституционного суда принёс присягу и вступил в должность 15 декабря 1955 года, 23 января 1956 года судьи выбрали первого председателя Конституционного суда — Энрико Де Никола, первое решение было вынесено в 1956 году. Резиденцией суда является Палаццо делла Консульта в Риме.
11 декабря 2019 года председателем Конституционного суда стала Марта Картабья, первая женщина в этой должности (оставалась в должности до 13 сентября 2020 года).

## Деятельность

### Закон об автономии регионов
Власти нескольких регионов Италии обратились в Конституционный суд по вопросу соответствия Конституции закона о предоставлении большей автономии регионам Италии, мотивируя это тем, что закон угрожает целостности Италии и способствует ещё большему расслоению севера и юга Италии в экономическом смысле, нанося вред югу Италии. 
Закон предоставляет регионам право на самостоятельные сбор и распределение налогов на своей территории.
14 ноября 2024 года Конституционный суд рассмотрел закон на соответствие Конституции, и признал закон конституционным за исключением положений о минимальном размере услуг, которые должны быть оказываемы всеми регионами и предоставлении регионам возможности, а не обязанности участия в государственном бюджете.